# Вайнштейн Самуїл Йосипович
Самуїл Йосипович Вайнштейн (12 лютого 1894, Житомир — січень 1942, Ленінград) — радянський, раніше російський, шахіст, один з перших діячів російського шахового руху.

## Життєпис
Самуїл Йосипович Вайнштейн народився в Житомирі 12 лютого 1894 року в родині практикуючого лікаря. Його батько, доктор медицини Йосип Якович (Йосип Янкелевич) Вайнштейн (1855—1936), був фахівцем широкого профілю (ЛОР, внутрішні хвороби, урологія). Доктор і його дружина Есфірь Самуїлівна (Шмулівна) Вайнштейн (1862—1939) виростили п'ятьох дітей. У Самуїла Вайнштейна було дві сестри: Надія і Раїса, та два брати: Олександр і Фрідріх.
Родина переїхала в Санкт-Петербург, і 1902 року Самуїл Вайнштейн вступив на підготовче відділення Петришуле. У 1912 році закінчив повний гімназійний курс Петришуле, отримавши перші уроки шахової гри під керівництвом вчителя математики Івана Мартиновича Зейбота.
Ще навчаючись у гімназії, С. Вайнштейн відвідував Санкт-Петербурзькі шахові збори на Невському пр., 55. Його ім'я вперше з'являється в газетній шаховій хроніці в 1910-х роках. 1912 році він вступив на перший курс економічного відділення Санкт-Петербурзького Політехнічного інституту. В інституті вже був шаховий гурток, досить відомий у місті. Серед тих, хто його відвідував, були Іван Голубєв (1891—1942) і Петро Романовський (1892—1964), майбутні найближчі сподвижники Вайнштейна.
Навесні 1914 року російські любителі шахів отримали дозвіл у Міністерстві внутрішніх справ створити «Всеросійське шахове товариство». Установчий з'їзд і вибори керівництва відбулися 23 квітня у приміщенні Санкт-Петербурзьких шахових зборів, яке від осені 1913 року розташовувалося на Ливарному пр, 10.
1914 року секретарем товариства став Вайнштейн. У 1924 році він став головою Всеросійського шахового союзу.
У 1914 році взяв участь в одному з побічних турнірів XIX Конгресу Німецького шахового союзу. Разом з іншими російськими шахістами був інтернований. В 1914—1916 роках грав у турнірах російських військовополонених в Трібергу.
Учасник низки чемпіонатів Петрограда (1920—1925). Організатор матчу по телеграфу Ленінград — Європа. Керівник шахового гуртка ленінградського Палацу піонерів (у 1930-х роках). Шаховий літератор. Один із засновників «Листка шахового гуртка Петрогубкомуни» (1921), журналу «Шаховий листок» (1922); завідував видавництвом «Шаховий листок» (з 1926). Перекладач книг Олександра Алехіна, Емануїла Ласкера, Зігберта Тарраша, Рудольфа Шпільмана, Макса Ейве та інших російською мовою.
Серед його учнів були гросмейстери: Лариса Вольперт, Ольга Ігнатьєва, Марк Тайманов;
майстри спорту — фіналісти всесоюзних першостей: Лев Аронсон, Василь Бившев, Юхим Столяр, Олександр Черепков; призери чемпіонатів Ленінграда: Кирило Виноградов, Наталія Карцева, Олена Михайлова, Тамара Михайлова.
С. Й. Вайнштейн помер під час Німецько-радянської війни в блокадному Ленінграді в січні 1942 року.

## Спортивні досягнення
| Рік  | Місто     | Турнір                                                              | + | − | = | Результат | Місце |
| ---- | --------- | ------------------------------------------------------------------- | - | - | - | --------- | ----- |
| 1920 | Петроград | 1-й чемпіонат Петрограда                                            | 2 | 3 | 6 | 5 з 11    | 7—8   |
| 1922 | Петроград | 2-й чемпіонат Петрограда                                            | 3 | 7 | 1 | 3½ з 11   | 10    |
|      | Петроград | Матч Петроград — Москва (11-та шахівниця, проти Н. Панченко)        | 1 | 1 | 0 | 1 з 2     |       |
| 1925 | Ленінград | 4-й чемпіонат Ленінграда                                            | 2 | 7 | 2 | 3 з 11    | 10    |
| 1926 | Москва    | Матч Москва — Ленінград (16-та шахівниця, проти Г. М. Гейлера)      | 2 | 0 | 0 | 2 з 2     |       |
|      | Москва    | Матч Москва — Ленінград профспілки радторгслужбовців (проти Гродко) | 1 |   |   |           |       |
|      | Стокгольм | Матч Стокгольм — Ленінград (7-ма шахівниця, проти Арфедссона)       | 1 | 0 | 1 | 1½ з 2    |       |